# Smyków (Petite-Pologne)
Pour les articles homonymes, voir Smyków.
Smyków est une localité polonaise, siège de la gmina de Radgoszcz, située dans le powiat de Dąbrowa en voïvodie de Petite-Pologne.